# Leucochrysa notulata
Leucochrysa notulata är en insektsart som först beskrevs av Luisa Eugenia Navas 1924.  Leucochrysa notulata ingår i släktet Leucochrysa och familjen guldögonsländor. Inga underarter finns listade i Catalogue of Life.